# Who Knew
«Who Knew» (español: «Quien Supo») es el segundo sencillo del álbum I'm Not Dead de la cantante estadounidense de pop Pink. Fue lanzada el 29 de mayo de 2006 en el Reino Unido y el 10 de junio del mismo año en Estados Unidos. Pink ha declarado que la canción se basa en la pérdida de amigos por varias razones. Además, fue controvertida por el cambio que hubo en la cantante desde su polémica y paródica canción anterior Stupid Girls a un ambiente más sensible y humanístico que presenta en esta nueva canción.
La canción falló en un comienzo al ingresar en el Billboard hot 100 y se ubicó en el puesto
118 del Billboard under hot 100. Durante el año 2007 la canción reingreso al Billboard hot 100 posicionándose en el número 9 de dicha lista, siendo certificado por la RIAA de platino, tras superar el 1 000 000 de copias vendidas. En la Global Track Chart fue certificada de platino por más de 4 000 000 de copias vendidas mundialmente, habiendo alcanzado la posición número 8 de dicha lista. 

## Antecedentes
El NY Daily cita a Pink diciendo que escribió la canción para un amigo (no un novio) que perdió por culpa de las drogas. «Who Knew» fue escrita por Pink, Max Martin y Dr. Luke, y producida por Martin y Dr. Luke. «Who Knew» se lanzó como segundo sencillo del álbum en todo el mundo en 2006, mientras que se relanzó en la radio estadounidense como cuarto sencillo del álbum en Estados Unidos en 2007, tras el éxito de «U + Ur Hand».

## Lista de canciones
CD Single
1. «Who Knew»
2. «Disconnected»

CD Maxi
1. «Who Knew»
2. «Who Knew» [Sharp Boys' Love Jonathan Harvey Remix]
3. «Who Knew» [Bimbo Jones Radio Edit]
4. Live In Europe DVD Preview

## Video musical
Filmado por Samuel Bayer, Robert Hales y Brian Lazzaro, el video musical fue filmado en un parque de atracciones ubicado en Los Ángeles en Estados Unidos. El video fue lanzado a principios de mayo de 2006.
En él aparece Pink con un vestido verde claro y una joven pareja visitando una feria y montándose en las atracciones, y en un momento dado el chico le pone un collar a la chica. El vídeo muestra al chico inyectándose drogas en secreto una noche anterior mientras la chica duerme. En la feria, cuando la chica está jugando, el chico se aleja. La chica se da cuenta de que se ha ido y le sigue, pero cuando intenta que se quede con ella, él se pone violento. Se va a la parte trasera del recinto ferial para inyectarse drogas y rompe a sudar. Su novia le busca y le encuentra inconsciente: ha sufrido una sobredosis. Le da un beso, le devuelve el collar y llama a una ambulancia; cuando ésta llega, se marcha llorando. Las escenas finales muestran secuencias retrospectivas de la pareja en varias atracciones de feria juntos y tanto Pink como los amantes sumergidos bajo el agua.

## Posicionamiento en lista

### Semanal
| Gráfica (2006–2008)                         | Pico de posición |
| ------------------------------------------- | ---------------- |
| Australia (ARIA)                            | 2                |
| Austria (Ö3 Austria Top 40)                 | 11               |
| Bélgica (Flandes) (Ultratop 50)             | 30               |
| Bélgica (Valonia) (Ultratip Bubbling Under) | 12               |
| Canadá (Canadian Hot 100)                   | 46               |
| Canadá (Canada AC)                          | 29               |
| Canadá (Hot AC)                             | 4                |
| CEI (TopHit Airplay)                        | 14               |
| Croacia (HRT)                               | 4                |
| República Checa (Rádio Top 100)             | 1                |
| Europa (Eurochart Hot 100)                  | 10               |
| Finlandia (OFC)                             | 16               |
| Francia (SNEP)                              | 24               |
| Alemania (Offizielle Deutsche Charts)       | 12               |
| Alemania (BVMI)                             | 1                |
| Hungría (Rádiós Top 40)                     | 1                |
| Irlanda (IRMA)                              | 6                |
| Italia (FIMI)                               | 25               |
| Países Bajos (Dutch Top 40)                 | 35               |
| Países Bajos (Mega Single Top 100)          | 47               |
| Nueva Zelanda (Recorded Music NZ)           | 11               |
| Noruega (VG-lista)                          | 17               |
| Rusia (TopHit)                              | 14               |
| Escocia (Scottish Singles Sales Chart)      | 6                |
| Eslovaquia (Rádio Top 100)                  | 3                |
| Suecia (Sverigetopplistan)                  | 42               |
| Suiza (Schweizer Hitparade)                 | 14               |
| Reino Unido (UK Singles Chart)              | 5                |
| Estados Unidos (Billboard Hot 100)          | 9                |
| Estados Unidos (Adult Top 40)               | 1                |
| Estados Unidos (Adult Contemporary)         | 4                |
| Estados Unidos (Mainstream Top 40)          | 1                |